# 5414 Sokolov
För andra betydelser, se Sokolov (olika betydelser).
5414 Sokolov eller 1977 RW6 är en asteroid i huvudbältet som upptäcktes den 11 september 1977 av den rysk-sovjetiske astronomen Nikolaj Tjernych vid Krims astrofysiska observatorium på Krim. Den har fått sitt namn efter Viktor G. Sokolov.
Asteroiden har en diameter på ungefär 7 kilometer och den tillhör asteroidgruppen Koronis.